# Frigerio-Puch
Frigerio-Puch is een historisch Italiaans merk van motorfietsen.
Dit was een Italiaans bedrijf van Luigi en Piero Frigerio dat sinds 1970 in opdracht van Puch lichte terreinmotoren bouwde die voorzien waren van een Rotax-motorblok.

## Frigerio-Gilera
De broers Luigi en Piero Frigerio waren zonen van Ercole Frigerio, die in 1949, 1950 en 1951 tweede werd in het wereldkampioenschap zijspanrace. Ercole handelde in Gilera-motorfietsen en toen hij in 1952 verongelukte namen zijn zoons de zaak over. Zij bouwden echter ook Gilera-enduromotoren die onder de naam Frigerio-Gilera tamelijk goed werden verkocht. In 1958 werd Gilera overgenomen door Piaggio en moesten ze de productie beëindigen. Het bedrijf werd daarna importeur van Steyr-Daimler-Puch.
Vanaf 1965 ging Puch ook terreinmotoren bouwen, 50-, 125- en 175cc-cross- en enduromotoren. Dat werd een succes: in 1968 werd het Europees endurokampioenschap gewonnen. Luigi Frigerio besefte dat de tweetaktmotor belangrijk werd in de terreinsport en trad in 1970 in contact met Puch voor de levering van motorblokken. Daarvoor werd het bedrijf Racing-Motor opgericht en daar werden tamelijk succesvolle machines gebouwd.

## Frigerio-Puch
In 1975 werd Harry Everts met een Puch wereldkampioen in de 250cc-motorcross. De ontwikkelingsafdeling van Puch wilde dit succes uitbuiten door meer geld te steken in de enduro- en crossmodellen, maar daar was in de bedrijfshallen eigenlijk geen plaats. Men bouwde al de succesvolle Puch-bromfietsen, de Steyr-terreinwagens en men produceerde ook nog voor Mercedes-Benz. De terreinmotoren zouden productieruimte nodig hebben maar verhoudingsgewijs weinig opleveren. Puch besloot dan ook de ontwikkeling te stoppen en inbouwmotoren van Rotax te gaan gebruiken. Deze motoren werden door de sportafdeling verbeterd en daarna doorgestuurd naar Frigerio dat er complete motorfietsen van assembleerde. In 1976 bouwde men 100 replica's van Everts' machine onder de merknaam Frigerio-Puch.
Piero Frigerio specialiseerde zich in de bouw van frames en het tunen van de motorblokken, als eerst die van 50- en 75 cc, nog met een Puch-motortje, maar de zwaardere modellen werden uitgevoerd met blokken van Rotax met roterende inlaten en vijf versnellingen.
Het werd een succes. Frigerio's modellenlijn groeide snel met 50-, 125-, 175- en 250cc-cross- en enduromotoren. Vanaf 1977 kregen ze ook glasvezelversterkte kunststof tanks (de Frigerio F2-serie). In 1980 volgde de F3-serie waar ook een 350cc-model bij hoorde. Door sportieve successen steeg de verkoop en het bedrijf groeide naar achttien personeelsleden. In 1981 volgde de Frigerio-Puch F4T-crossmotor die zowel met een Rotax-tweetaktmotor als een Rotax-viertaktmotor kon worden uitgerust. Deze machine had de UHS-monovering achter.

## Einde productie
Rond 1982 begonnen de Japanse merken steeds meer succes te boeken in de cross en de enduro. Het kostte Frigerio klanten en daarom besloot men voor het eerst een meer straatgerichte machine uit te brengen, de 350 HW-allroad. De Frigerio's waren echter veel te duur. De Frigerio-Puch GS 504 was bijna 50% duurder dan een Honda XR 500. Bovendien stond de Rotax-motor die ook door SWM, CCM-Armstrong en KTM werd gebruikt, bekend als een moeilijke starter. Hoewel de broers Frigerio toch begrepen moeten hebben dat de concurrentie uit Japan nu toch wel erg groot begon te worden, bestelde Piero Frigerio bij Rotax 1.000 125cc-tweetaktmotoren voor een nieuw model. Hij trok bestelling al snel weer in, maar moest enkele honderden reeds geproduceerde blokken wel afnemen. In 1987 zorgde opnieuw Piaggio voor het ineenstorten van het bedrijf toen het Puch overnam. Frigerio mocht de naam niet meer gebruiken. Men probeerde nog een productie met Gilera-blokken op te zetten, maar na vijf prototypen werd dat project gestaakt. In 1988 ging Frigerio ter ziele.
De broers Frigerio bleven tot op hoge leeftijd in Canonica d'Adda op kleine schaal motorfietsen bouwen en ook de oudere exemplaren onderhouden.